# Diaporthe hippophaës
Diaporthe hippophaës är en svampart som tillhör divisionen sporsäcksvampar, och som beskrevs av E. Bommer, M. Rousseau och Pier Andrea Saccardo. Diaporthe hippophaës ingår i släktet Diaporthe, och familjen Diaporthaceae. Arten är reproducerande i Sverige.